# Anderson & Lembke
Anderson & Lembke var en svensk B2B-reklambyrå, som grundades 1963 av Bengt Anderson och Rolf Lembke. Byrån hade flera kontor i Sverige och ett par runt om i Europa, bland annat i Amsterdam, Helsingfors, London, Oslo och Paris. 
1982 öppnade Anderson & Lembke kontor i Stamford, Connecticut, med bland andra Bengt Anderson och Steve Trygg vid rodret. Senare expanderade man också till bland annat San Francisco . Efter att ha rönt stora kreativa och affärsmässiga framgångar såldes byrån 1997 och införlivades med en stor amerikansk reklambyråkedja. Steve Trygg är den ende svensk som är invald i Wall Street Journal's advertising Hall of Fame. 

## Källhänvisningar
1. ↑  Heimerson, Staffan "En svensk Mad Man" Fokus, 14 mars 2011